# ویلستون (داکوتای شمالی)
ویلستون(به انگلیسی: Williston) شهری در ایالت داکوتای شمالی کشور ایالات متحده آمریکا است که جمعیت آن در سرشماری سال ۲۰۱۰ میلادی، ۱۴٬۷۱۶ نفر بوده‌است.